# Святица (приток Юзы)
Святица — река в Вологодской области России.

## География
Протекает по территории Бабушкинского района. Впадает в реку Юзу В 4,4 км от устья принимает правый приток Лочмяш. в 74 км от её устья по правому берегу. Длина реки составляет 14,4 км.

## Данные водного реестра
По данным государственного водного реестра России относится к Верхневолжскому бассейновому округу, водохозяйственный участок реки — Унжа от истока и до устья, речной подбассейн реки — Бассейн притоков Волги ниже Рыбинского водохранилища до впадения Оки. Речной бассейн реки — (Верхняя) Волга до Куйбышевского водохранилища (без бассейна Оки).
Код объекта в государственном водном реестре — 08010300312110000014702.